# Pojasnici
Pojasnici (Clitellata), razred kolutićavaca (Annelida) koji se sastoji od podrazreda pijavica (Hirudinea) i hermafroditskih maločetinaša (Oligochaeta).
Maločetinaši žive u vlažnoj zemlji, ali i u slatkim i morskim vodama, a najpoznatoije potodice su gujavice i glibnjače. Maločetinaši dišu kroz kožu ili stražnjim crijevom.
Pijavice žive po ustajalim vodama kao paraziti koji oštrim hitinskim zubičima sišu krv puževima, rakovima i toplokrvnim životinjama, pa se neke od njih koriste i u medicini, Hirudo medicinalis, koju je još 1758. opisao Linnaeus.

## Podjela[3]
- Podrazred Hirudinea
  - Infrarazred Acanthobdellidea
  - Infrarazred Euhirudinea
- Podrazred Oligochaeta
  - Red Capilloventrida
  - Red Crassiclitellata
  - Red Enchytraeida
  - Red Haplotaxida
  - Red Lumbriculida
  - Red Oligochaeta incertae sedis